# Завтра не настане ніколи
Завтра не настане ніколи (англ. Tomorrow Never Comes) — британсько-канадська кримінальна драма 1978 року.

## Сюжет
Френк повертається в місто і дізнається, що його кохана зрадила з місцевим багатієм. Він приходить до неї поговорити, забирає револьвер у поліцейського і випадково стріляє в нього. Потім бере улюблену в заручниці, і вимагає, щоб суперник прийшов з'ясувати стосунки один на один.

## У ролях
| Актор           | Роль        |
| --------------- | ----------- |
| Олівер Рід      | Джим Вілсон |
| Сьюзен Джордж   | Джені       |
| Реймонд Берр    | Берк        |
| Джон Айрленд    | капітан     |
| Стівен МакХетті | Френк       |
| Дональд Плезенс | доктор Тодд |
| Пол Косло       | Віллі       |
| Сек Ліндер      | Мілтон      |
| Річард Донат    | Рей         |
| Делорес Етьєн   | Хільда      |